# Ormosia polita
Ormosia polita là một loài rau đậu thuộc họ Fabaceae.
Loài này chỉ có ở Malaysia. Chúng hiện đang bị đe dọa vì mất môi trường sống.